# Paramapania gracillima
Paramapania gracillima là loài thực vật có hoa trong họ Cói. Loài này được (Kük. & Merr.) Uittien mô tả khoa học đầu tiên năm 1935.